# Gare de Sandnes sentrum
La gare de Sandnes sentrum  est une halte ferroviaire située dans la commune de Sandnes.

## Situation ferroviaire
La gare se situe à 14,78 km de Stavanger et à  583,45 km d'Oslo. Sandnes sentrum se situe dans le centre-ville de Sandnes tandis que la gare de Sandnes se trouve plus au sud et n'est desservie que par des trains locaux.

## Histoire
La gare a été mise en service le 1er janvier 1992 avec le statut de halte ferroviaire.

## Service des voyageurs

### Accueil
La gare possède une salle d'attente ouverte du lundi au vendredi. Des guichets sont ouverts en semaine, pour le week-end la gare est équipée d'automates. Enfin il y a un kiosque avec boisson dans la gare où se trouve également une mini-banque.

### Desserte
La gare est aussi bien desservie par des trains locaux que par des trains grande ligne.

### Intermodalités
À proximité de la gare se trouve une gare routière, des locations de voiture et une station de taxi.

## Ligne du Sørland
| Origine | Arrêt précédent | Train | Train         | Train | Arrêt suivant | Destination |
| ------- | --------------- | ----- | ------------- | ----- | ------------- | ----------- |
| Oslo    | Bryne           |       | [Non indiqué] |       | Jåttåvågen    | Stavanger   |

## Ligne de Jær
| Origine  | Arrêt précédent | Train | Train         | Train | Arrêt suivant | Destination |
| -------- | --------------- | ----- | ------------- | ----- | ------------- | ----------- |
| Egersund | Sandnes         |       | [Non indiqué] |       | Gausel        | Stavanger   |